# Pop psychédélique
Genres dérivés
Dream pop, neo-psychedelia, pop wonky, bubblegum pop
La pop psychédélique est un genre de musique psychédélique inspiré d'éléments de folk psychédélique et de rock psychédélique, appliqués sur de la musique pop. Les éléments incluent des effets « trippants » tels que des guitares fuzz, des manipulations de bandes, des sitars, des enregistrements à l'envers et des harmonies de style Beach Boys - mélangées à de la pop, ce qui donne des chansons mélodiques avec des structures de chansons serrées. Il atteint son pic de popularité à la fin des années 1960, et décline rapidement pendant les années 1970.

## Histoire

### Origines
Il remonte à la musique folk et rock au milieu des années 1960, en particulier les musiques de groupes comme The Beach Boys, The Beatles, The Byrds, The Yardbirds, et Grateful Dead,. Le psychédélisme se popularise et influence la musique pop, incorporant modes hippie, références aux drogues et des sons de sitars, de guitares, d'effets de cassettes audio.

### Développement

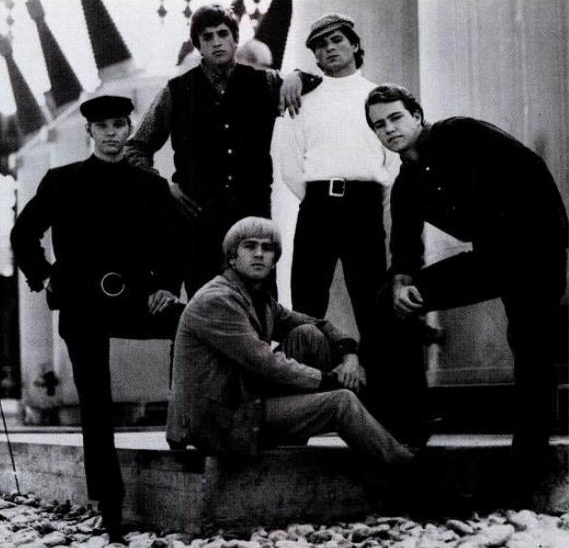
The Electric Prunes en 1966.

The Beach Boys, sous la direction de Brian Wilson, commence à expérimenter le psychédélisme, avec l'album Pet Sounds et le single Good Vibrations, qui utilisent l'éthérophone (une version du thérémine plus simple à utiliser). The Beatles suivent Pet Sounds avec l'album Revolver et de nombreux titres inspirés des Beach Boys. Les groupes américains pop-rock qui succède dans cette veine incluent The Mamas and the Papas, The Electric Prunes, Blues Magoos, et Strawberry Alarm Clock avec leur premier titre à succès Incense and Peppermints,.
Les titres Arnold Layne et See Emily Play de Pink Floyd, écrits par Syd Barrett, aident à l'émergence de la pop britannique,. The Small Faces s'impliquent également dans le genre avec les titres Itchycoo Park et Lazy Sunday. Certains groupes sunshine pop comme The Association et The Grass Roots avec Let's Live for Today (en) s'oriente vers une direction psychédélique. Le single Penny Lane/Strawberry Fields Forever des Beatles devient le prototype de la pop psychédélique et est considéré comme l'un des meilleurs doubles A-side jamais paru.
Le groupe de garage rock influencé pop s'oriente par ailleurs dans cette direction, comme The Beau Brummels et leur album Triangle (1967)  et Tommy James and the Shondells avec Crimson and Clover (1969).
Des sonorités psychédéliques utilisées par des premiers groupes de bubblegum pop comme The Monkees, en particulier l'album Head, et The Lemon Pipers avec leur titre Green Tambourine .
Le chanteur écossais de folk Donovan, atteint de plus le succès dans ce genre avec des titres comme Sunshine Superman, qui atteint la première place des classements britanniques et américains, suivi par Mellow Yellow (1966) et Atlantis (1968),. La majeure partie de la pop britannique obtient moins de succès à l'international, comme avec le groupe The Flower Pot Men et leur titre Let's Go To San Francisco, et The Move avec I Can Hear the Grass Grow et Flowers in the Rain, qui atteignent tous les classements britanniques en 1967. The Zombies produisent, quant à eux, l'album à succès Odessey and Oracle (1968), mais les membres se séparent avant que le titre Time of the Season, leur plus grand hit en 1969, n'atteignent la troisième place du Billboard Hot 100.

### Popularisation internationale

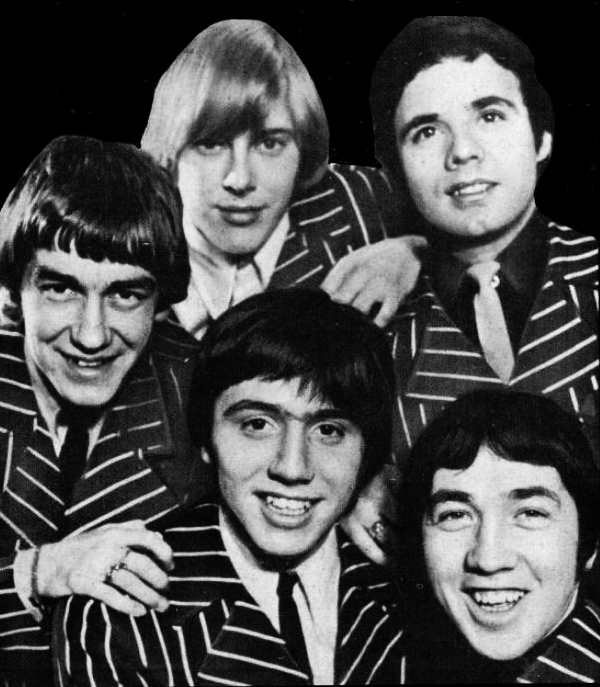
The Easybeats, en 1967.

La pop orientée psychédélisme se popularise chez les groupes australiens et néo-zélandais, comme The Easybeats, formé à Sydney, mais qui a enregistré son hit Friday on My Mind (1966) à Londres, puis y est resté jusqu'à la séparation de ses membres en 1970. Un chemin similaire est suivi par les Bee Gees, formé à Brisbane, mais dont le premier album Bee Gees' 1st (1967) qui a été enregistré à Londres, recense trois singles à succès contenant des éléments de folk, rock et psychédélique, largement influencés par les Beatles. The Twilights, formé à Adélaïde, font également un voyage vers Londres, pour l'enregistrement de quelques hits inspirés de la scène psychédélique, et retournent au pays pour produire des reprises de chansons des Beatles, et l'album-concept Once Upon a Twilight (1968). Le groupe à succès néo-zélandais, The La De Das, produit l'album-concept psychédélique The Happy Prince (1968), mais ne se popularise pas plus loin que dans leur pays.

### Déclin et revirement
À la fin des années 1960, le rock et folk psychédélique sont en déclin. Des groupes qui ont survécu à ce déclin s'orientent vers des racines rock plus traditionnelles, le folk traditionnel, pastoral ou fantaisiste, l'expérimentation plus large du rock progressif ou le heavy rock chargé de riffs. Les influences psychédéliques durent un peu plus longtemps dans la pop et joueront un rôle important dans le développement de la bubblegum pop. Il existait quelques artistes orientés neo-psychedelia. Il y avait occasionnellement des groupes grand public qui se sont essayés au genre, y compris le travail de Prince au milieu des années 1980 et une partie de la production de Lenny Kravitz dans les années 1990, mais cela a principalement été le domaine des groupes de rock alternatif et indépendant.

## Caractéristiques
Selon AllMusic, la pop psychédélique n'est pas trop « bizarre », mais pas non plus très bubblegum. Il s'approprie les effets associés à la musique psychédélique pure, appliquant leurs innovations à des chansons pop concises. La musique est parfois confinée au studio, mais il existait des exceptions plus organiques dont le psychédélisme était brillant et mélodique. AllMusic ajoute : « Ce qui est [étrange], c'est que certaine pop psychédélique sont plus intéressantes que le psychédélisme moyen, car elles contiennent des mélanges étranges, quelquefois maladroits, de psychédélisme et de conventions pop — l'album de 1969 du Neon Philharmonic, The Moth Confesses, est un le meilleur exemple de cela ».

## Groupes et artistes
Dans l'ère psychédélique, ils comprennet notamment : The Association, The Beach Boys, The Beatles,, The Beau Brummels, Bee Gees, Blues Magoos, The Byrds, Donovan, The Easybeats, The Electric Prunes, The End, The Flower Pot Men, The Grass Roots, Gong, Steve Hillage, The La De Das, The Left Banke, The Lemon Pipers, Love, The Lovin' Spoonful, The Monkees, The Move, The Neon Philharmonic, Pink Floyd,, The Rolling Stones, The Small Faces, Syd Barrett, The Twilights, The World of Oz, et The Zombies.
Dans les années 2010, ils comprennent notamment : Animal Collective, Ducktails, Beachwood Sparks, The Dukes of Stratosphear, Robyn Hitchcock, Glass Animals et Étienne Daho,.